# Praia Grande, Santa Catarina
Praia Grande är en kommun i Brasilien.   Den ligger i delstaten Santa Catarina, i den södra delen av landet, 1 500 km söder om huvudstaden Brasília. Antalet invånare är 7 270.
I omgivningarna runt Praia Grande växer i huvudsak städsegrön lövskog. Runt Praia Grande är det ganska glesbefolkat, med 23 invånare per kvadratkilometer.